# Делай как я
„Делай как я“ (на български: Направите като мен) е песен на руския певец Богдан Титомир.

## Информация
Богдан Титомир напуска групата Кар-мен. В студио „Гала“ в Двореца на Културата на автомобилистите, той се срещна с Герман Витке, който е написал книга и, по негово мнение, предложи, в каква посока да се движи за него. Песента, написана от тях, нека студент на Института по култура тихо дойде на медиен магнат на своето време – продуцент Сергей Лисовски и получи бюджет за проекта „Хайд Енеджи“. Превръща се във визитна картичка на певеца и е най-големият му златен хит.

## Музикално видео
Във видеото за версия на песента на стария протича в подземен паркинг.
В 2007 г. видеоклипа на новата версия песента е записан в Киев, режиссьор Владимир Лерт. В каквото взех участие украинска модел и бивша певицп от групата ВИА Гра Кристина Коц-Готлиб